# Skalky (Súľovské vrchy)
Skalky jsou 778,3 m vysoký vrch v Súľovských vrších nad městem Rajecké Teplice. Jsou nejvyšším vrchem stejnojmenného podcelku a kvůli dostupnosti i oblíbeným cílem turistických výletů.
Na západních svazích se nachází lyžařský areál.

## Přístup
Po zelené  značce:
- z Lietavské Svinné
- z Rajeckých Teplic